# 四房吴镇
四房吴镇，是中华人民共和国甘肃省白银市会宁县下辖的一个乡镇级行政单位。
2015年，甘肃省民政厅批复同意撤销四房吴乡，设立四房吴镇。

## 行政区划
四房吴镇下辖以下地区：
刘家湾口村、范家沟村、四房吴村、大南岔村、坡里张家村、三房吴村、大房吴村、小南岔村、蔺家湾村和朱槽沟村。